# Otoba
Otoba es un género de plantas perteneciente a la familia Myristicaceae. Comprende 23 especies descritas y de esta, solo 7 aceptadas.

## Descripción
Son árboles de hasta 40 m de alto. Hojas oblongo-obovadas, 9–20 cm de largo y 4–11 cm de ancho, ápice redondeado o muy ligeramente cuspidado, base abruptamente cuneada, cartáceas, glabrescentes, pubérulas con tricomas en forma de T en el envés, nervadura terciaria esencialmente invisible, los nervios secundarios del envés mucho menos prominentes que el nervio principal y gradualmente desapareciendo hacia el margen. Inflorescencias muy angostamente racemosas o subespigadas con flores en fascículos a todo lo largo; tépalos 3–4 mm de largo; anteras 2–6, libres. Fruto globoso-elipsoide, 2.5–3 cm de largo y 1.8–2.3 cm de ancho, obtusamente apiculado, glabro; semilla cubierta por un arilo blanco y delgado.

## Taxonomía
El género fue descrito por   (A.DC.) H.Karst.  y publicado en Deutsche Flora. Pharmaceutisch-medicinische Botanik. . . 578. 1882. La especie tipo es: Otoba novogranatensis Moldenke	

## Especies aceptadas
A continuación se brinda un listado de las especies del género Otoba aceptadas hasta diciembre de 2013, ordenadas alfabéticamente. Para cada una se indica el nombre binomial seguido del autor, abreviado según las convenciones y usos.
- Otoba acuminata (Standl.) A.H. Gentry
- Otoba glycycarpa (Ducke) W.A.Rodrigues & T.S.Jaram.
- Otoba gordoniifolia (A. DC.) A.H. Gentry
- Otoba gracilipes (A.C. Sm.) A.H. Gentry
- Otoba latialata (Pittier) A.H. Gentry
- Otoba lehmannii (A.C. Sm.) A.H. Gentry
- Otoba novogranatensis Moldenke - otiba, otoba.[3]
- Otoba parvifolia (Markgr.) A.H.Gentry